# Watertoren (Maarssen)
De watertoren in Maarssen bevond zich tussen 1911 en 1976 in de Nederlandse plaats Maarssen.

## Geschiedenis
De opdrachtgever van deze watertoren was de waterleidingonderneming De Vechtstreek. Na de concessieverlening in januari 1910, startte in juni van dat jaar de bouw van de watertoren bij de Stationsweg aan (de voorloper van) het Amsterdam-Rijnkanaal. Tevens werd ernaast een woning gebouwd voor de machinist van de watertoren met zijn gezin. De toezichthouder op de bouw was de architect Van Beusekom. De watertoren kreeg een hoogte van 29,00 meter met een waterreservoir van 100 m³ dat was aangebracht op een hoogte van circa 23 meter. Op 10 januari 1911 werd de watertoren officieel geopend waarmee Maarssen voorzien was van een waterleiding.
In 1953 was de watertoren overbodig geworden door de komst van moderne hogedrukpompen en de toren werd dat jaar buiten gebruik gesteld. Met de verbreding van het kanaal is de watertoren in 1976 gesloopt.